# Grand Forks (Colombie-Britannique)
Grand Forks est une cité (anglais : city) située dans la région de Boundary Country, en Colombie-Britannique, au Canada. Elle est située à la confluence des rivières Granby et Kettle, cette dernière étant un affluent du fleuve Columbia. La ville est située à proximité immédiate de la frontière entre le Canada et les États-Unis, à environ 500 km de Vancouver, en Colombie-Britannique et à 200 km de Kelowna, dans la même province ; à 220 km de Spokane (Washington) et à 23 km à l'ouest de la base de loisirs de Christina Lake, accessible par la route.

## Démographie
| 2001  | 2006  | 2011  | 2016  |
| ----- | ----- | ----- | ----- |
| 4 054 | 4 036 | 3 985 | 4 049 |